# Seznam namišljenih vesoljskih ladij
To je seznam namišljenih vesoljskih plovil, ladij in zvezdnih ladij ter zunajatmosferskih plovil, ki so se pojavila v ZF in fantastičnih delih in dejansko ne obstajajo.

## Mala plovila
- Plovilo Grumman DC-3 EVA - vzdrževalno plovilo, 2001: Odiseja v Vesolju
- TREV I- Magical Trevor 2

## Podorbitalna
- A-10, Operation Crossbow, 1965
- Ajax, Flash Gordon, 1980
- Convair Space Shuttle, Revellova maketa 1958
- Gekko-Go alias Moonlight, Eureka Seven
- Hammerhead Mk 1, nanizanka Space: Above and Beyond, 1995
- Moonraker 5, Moonraker
- Trans Space Lines Passenger Rocket, Monogramova maketa 1959
- Tsien Spaceplane, kitajska V-2, deset potnikov - 1949 & 1978
- VentureStar, John Varley, Red Thunder

## Orbitalna
- Babylon 4, Babylon 5
- Babylon 5, Babylon 5
- CR-1, von Braun/Disney Man in Space
- Daedalus, raketoplan, Vesoljski kavboji (Space Cowboys)
- Deep Space Nine, Zvezdne steze: Deep Space Nine (Star Trek: Deep Space Nine)
- Silver Tower, Dale Brown, Silver Tower
- Orion III, 2001: Vesoljska odiseja (2001: A Space Odyssey)
- Sanger Space Transporter, Revellova maketa 1991
- XR-2 Cargo Ferry, Disney, Man in Space, 1955
- Space Colony ARK, niz računalniških iger Sonic the Hedgehog

## Lunarna
- Astronef, A Visit to the Moon
- Boeing Aries Ib, 2001: Odiseja v Vesolju (2001: A Space Odyssey), 1968

## Medplanetarna
- Aleksej Leonov, 2010: Druga odiseja
- Bebop, Cowboy Bebop
- Columbiad, Potovanje na Luno in Okoli Lune
- Discovery 1 (XD-1), 2001: Vesoljska odiseja
- Freedom, prilagojeni reševalni raketoplan, Armageddon
- Goliath, The Hammer of God
- Independence, prilagojeni reševalni raketoplan, Armageddon
- Projekt Orion
- Serenity, Firefly

## Medzvezdna
- Apollo, Zvezdna vrata: Atlantida (Stargate Atlantis)
- Nostromo, Osmi potnik
- Zlato srce, serija Štoparski vodnik po galaksiji
- Titanik, Zvezdna ladja Titanik in serija Štoparski vodnik po galaksiji

### Zvezdne steze
- Enterprise (NX-01), Zvezdne steze: Enterprise
- USS Voyager (NCC-74656), Zvezdne steze: Voyager